# وارازدات هامبارتسویان
وارازدات هامبارتسویان (ارمنی: Վարազդատ Համբարձումյան؛ زاده ۱۹۶۰) مجسمه‌ساز اهل ارمنستان است.

## زندگی‌نامه
وی در ۱۹۶۰ در ایروان در به دنیا آمد . وی همچنین برنده جوایزی همچون مدال طلای وزارت فرهنگ جمهوری ارمنستان شد.

## آثار
- Հայոց ցեղասպանության հուշարձան
- «Արարատ-73» -ի 40-ամյակի հուշարձան

## نگارخانه

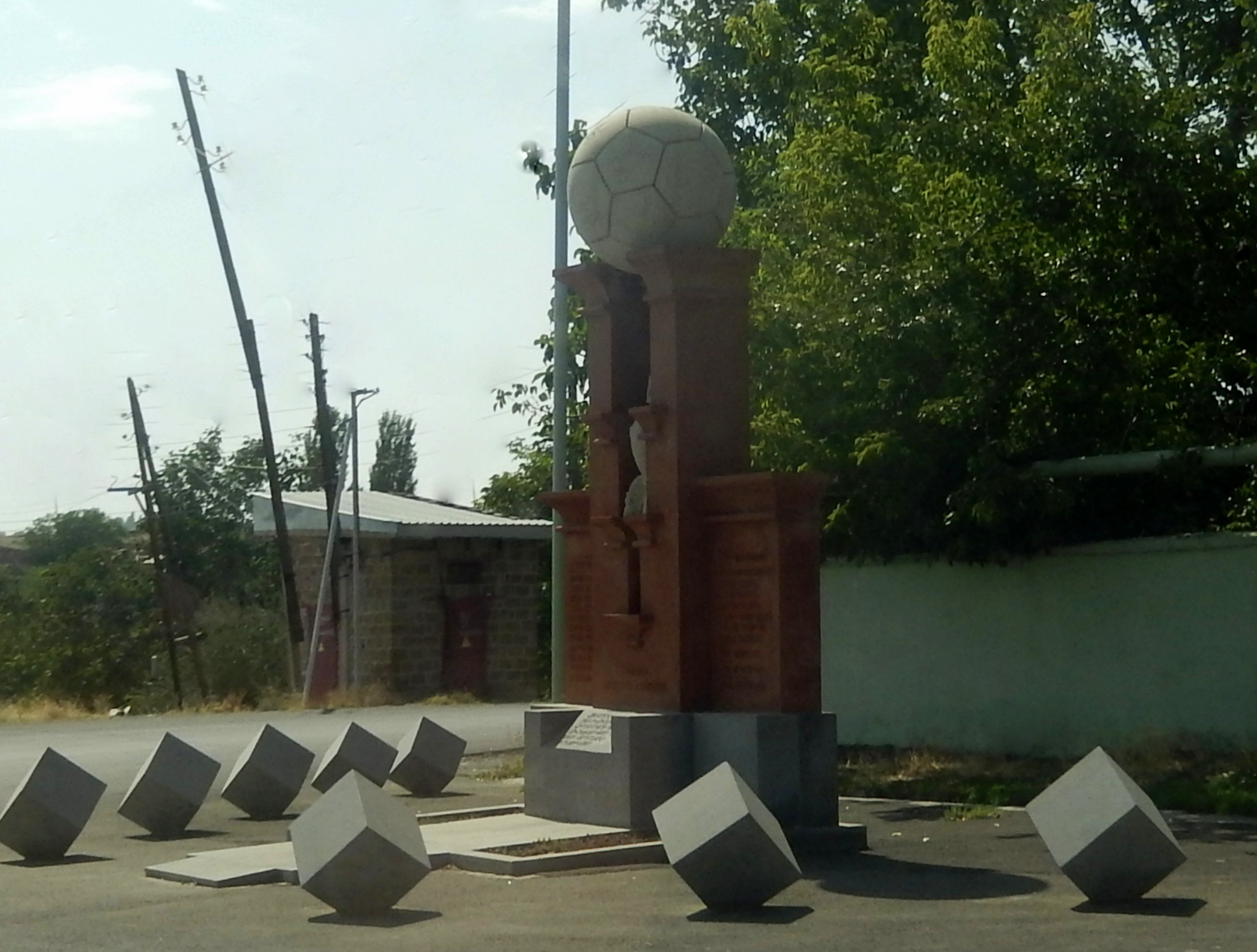